# 桂みき女
桂 みき女（かつら みきじょ、生没年不詳）とは、江戸時代の大坂の女流浮世絵師。

## 来歴
桂宗信の門人、桂氏。大坂の人で南農人町に住む。作画期は天明から享和の頃にかけてで、春画を能くしたという。

## 作品
- 『好言草』（つべこべぐさ）　滑稽本　※天明6年（1786年）刊行、丹羽桃渓らと共画
- 『合雑生粋』（あえまぜなます）　滑稽本　※天明末年刊行、自画作
- 「美人図」　※肉筆画、享和頃